# Felipe Calderón
Pour les articles homonymes, voir Calderón.
Felipe de Jesús Calderón Hinojosa, né le 18 août 1962 à Morelia (Michoacán), est un homme d'État mexicain. Membre du Parti action nationale, il est élu président de la république du Mexique le 2 juillet 2006 et admis dans ses fonctions par le Tribunal électoral du pouvoir judiciaire de la fédération le 5 septembre 2006. Il exerce son mandat du 1er décembre 2006 au 1er décembre 2012.
Il décide quelques mois après son élection la militarisation de la lutte contre le trafic de drogue. Cette politique conduit cependant à une situation qualifiée « d'épouvantable » sur le plan humanitaire (plus de 60 000 morts) causée par la violence déchaînée des cartels et les nombreuses exactions des forces armées. En économie, la dette externe augmente de plus de 90 % sous le mandat de Felipe Calderón et le taux de pauvreté passe de 43 à 46 %.

## Environnement familial et formation

### Parents
Felipe Calderón est le fils de Luis Calderón Vega (en), cofondateur du Parti action nationale (PAN), d'inspiration chrétienne-sociale et membre de l'Internationale démocrate-chrétienne. C'est un auteur de livres politiques dans lesquels il témoigne de ses convictions catholiques et plaide pour une ouverture économique et religieuse au Mexique. Il a une grande influence sur l'engagement de son fils, qui indique : « Mon père fut mon grand maître. Luis Calderón Vega (en), c'était un Mexicain exceptionnel. Quelqu'un qui avait non seulement des idées, mais aussi le courage et l'élan pour élever ses actes au niveau de ses idées. » Son père abandonnera toutefois le PAN en 1981, l'accusant d'abandonner ses idées chrétiennes progressistes pour devenir un parti de droite servant les riches.
Sa mère est María del Carmen Hinojosa González (1923-2016).

### Environnement familial
Sa sœur Luisa María (en) est psychologue, également affiliée au PAN. Elle est sénatrice depuis 2000 après avoir été députée du Congrès du Michoacán de 1983 à 1986 et députée fédérale de 1988 à 1991.
En 1993, il épouse Margarita Zavala Gómez del Campo, avocate, d'une famille militante au PAN. Ils ont trois enfants, María en 1997, Luis Felipe en 2000 et Juan Pablo en 2003. Sa femme a été élue députée PAN en 2003 et l'un des frères de celle-ci, Diego Hildebrando, s'est fait connaître comme « le beau-frère gênant » pour des allégations d'enrichissement personnel et d'évasion fiscale.

### Formation
Il obtient une licence à l'École libre de Droit de Mexico et devient ainsi avocat. Il obtient ensuite une maîtrise en économie à l'Institut technologique autonome de Mexico et une maîtrise en administration publique à l'université Harvard.

## Carrière politique

### Ascension
Il rejoint le PAN à 18 ans quelques mois avant que son père ne quitte le parti. En 1988 il est élu député à l'Assemblée législative du District fédéral (Mexico). Il devient secrétaire général d'Acción Juvenil (PAN-jeunes) à l'issue de son mandat en 1991 et se fait élire en même temps député fédéral (1991–1994). Il s'implique alors dans l'Accord de libre-échange nord-américain. Il devient secrétaire du Comité exécutif national du PAN, puis secrétaire général du parti et représentant du PAN devant le Conseil général de l'IFE en 1993.
En 1995, il brigue le poste de gouverneur du Michoacán et perd face à Víctor Manuel Tinoco Rubí (en) du PRI.
Président du parti de 1996 à 1999, il voit le PAN gagner 14 capitales d'États, 3 gouverneurs (Nuevo León, Querétaro, Aguascalientes) mais perdre du terrain à la Chambre des députés lors des élections intermédiaires de 1997.
En 2000, il se fait élire comme député fédéral et devient chef du groupe parlementaire PAN.
Au niveau international. il a été vice-président de l'Internationale démocrate-chrétienne en 1998.

### Au service du président Vicente Fox
De février à septembre 2003, il est directeur de la Banque nationale de travaux et services publics (Banobras), une banque dédiée au développement dont il démissionne rapidement pour un poste de ministre. La presse d'opposition l'accuse d'avoir abusé de ses fonctions et d'avoir accordé des crédits illégaux ainsi que d'avoir obtenu indûment un crédit immobilier important.
Il est ministre de l'Énergie dans le gouvernement de Vicente Fox de septembre 2003 à mai 2004. Il conclut plusieurs contrats avec des entreprises étrangères visant à l'exploitation des ressources énergétiques. Ces actions sont vues par l'opposition du PRI et du PRD comme une privatisation rampante du secteur énergétique, une propriété exclusive de la nation mexicaine selon la constitution. Il démissionne en 2004 à la suite d'une remarque dans son dos du président Fox qualifiant son intervention partisane lors d'une prestation du gouverneur de Jalisco de « très imprudente » — la constitution mexicaine interdit en effet l'intervention de figures publiques comme le président ou les ministres d'intervenir dans une campagne électorale.

### Idées politiques

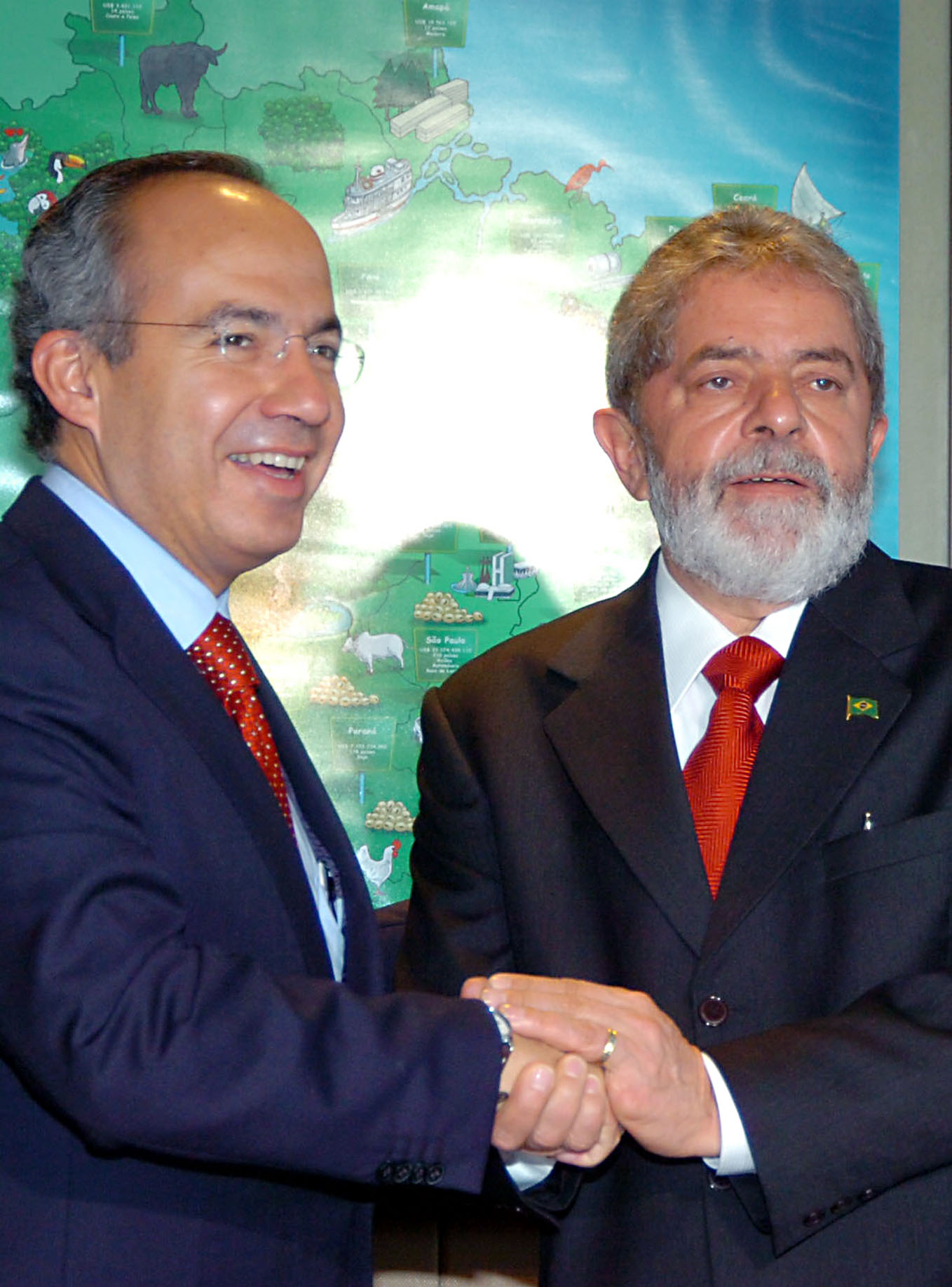
Felipe Calderón et Luiz Inácio Lula da Silva, président de la république fédérative du Brésil.

#### Société
Felipe Calderón est un catholique conservateur opposé à l'avortement, à l'euthanasie, au mariage homosexuel et à la peine de mort[réf. nécessaire].
En tant que secrétaire général du PAN il s'oppose à un possible assouplissement de la législation sur l'avortement lors du Ve congrès national d'Acción Juvenil à Querétaro en 1998 et réitère sa position en 2006 sur la base du respect de la vie à partir de la conception : « Je suis en faveur de la vie, l'avortement est un moyen d'abréger la vie. », de même pour l'euthanasie et la peine de mort.
Il déclare ne pas s'opposer à la contraception malgré ses idées personnelles. Au sujet de la pilule il indique « Nous devons résoudre ce problème avant de l'assumer comme politique publique obligatoire ; je n'ai jamais dit ni voulu punir celui [sic] qui en use, je ne vais ni interdire ni sanctionner. » (réponse à des étudiants du Tecnológico de Monterrey, février 2006). Il se montre prudent au sujet de la pilule du lendemain dont il craint la nature abortive.
Justifiant son opposition au mariage homosexuel, Felipe Calderón déclare « Je suis et serai respectueux des préférences sexuelles et de ce fait je respecterai ceux qui ont des préférences homosexuelles, mais pour moi, le mariage, par définition, c'est l'union d'un homme et d'une femme pour former une famille. ».

#### Économie
Felipe Calderón est un défenseur de la concurrence et du libre-échange en particulier avec les États-Unis, dans le cadre de l'Accord de libre-échange nord-américain[réf. nécessaire]. Il est partisan d'une politique macroéconomique monétariste à savoir maintenir des faibles inflation et dette extérieure et assurer une stabilité des taux de change[réf. nécessaire].

### Élection à la présidence de la République

#### Désignation comme candidat du PAN
Ses deux concurrents pour la primaire étaient Santiago Creel, ancien ministre de l'Intérieur de Vicente Fox, et Alberto Cárdenas, ancien gouverneur de Jalisco. Si Santiago Creel avait longtemps été favori et comptait avec le soutien du président sortant, son image fut fortement ternie début 2005 en raison d'une affaire d'entente frauduleuse supposée entre le PAN et le PRI afin d'écarter la candidature à la présidentielle d'Andrés Manuel López Obrador du Parti de la révolution démocratique (PRD, gauche). Il a remporté haut la main les trois tours de scrutin et a accepté l'investiture de son parti le 4 décembre de cette année.
Ses principaux rivaux sont Andrés Manuel López Obrador à la tête de la coalition « Pour le bien de tous » menée par son parti, le PRD, et Roberto Madrazo Pintado à la tête de la coalition « Alliance pour le Mexique » menée par son parti, le PRI.

#### Élection
Il mène une campagne davantage portée sur le dénigrement de son adversaire Lopez Obrador — décrit comme un dangereux communiste qui allait plonger le pays dans la crise — que sur son propre programme. Après une campagne très rude, il remporte de justesse l'élection présidentielle avec 35,89 % des voix, 0,58 % devant son adversaire Andrés Manuel López Obrador selon le décompte de l'Institut fédéral électoral. Après un contentieux pour fraudes et irrégularités électorales portant sur 9 % des votes ainsi qu'une réclamation au sujet de l'intervention anticonstitutionnelle du président sortant dans la campagne, il est déclaré élu par le Tribunal électoral du pouvoir judiciaire de la Fédération le 5 septembre 2006, malgré les manifestations du parti de gauche demandant un recompte « vote pour vote, bureau par bureau », non prévu par la constitution[réf. nécessaire].
Plusieurs gouvernements ont néanmoins félicité Calderón avant l'issue du jugement : le Canada, le Chili, la Colombie, l'Espagne, les États-Unis et le Royaume-Uni. Selon des observateurs de l'Union européenne, les élections mexicaines n'ont pas été truquées, mais l'impartialité de ces observateurs est mise en doute par la gauche mexicaine.

### Investiture
Felipe Calderón est investi président de la république du Mexique le 1er décembre 2006 pour un mandat de six ans. Il dirige avec une majorité relative du PAN tant à la Chambre des députés (206 sièges sur 500) qu'au Sénat (52 sièges sur 128) et doit faire face à une vive opposition du PRD, devenu deuxième force politique au niveau fédéral.

### Présidence
Il lance en 2007 une guerre contre la drogue qui aura des conséquences catastrophiques pour le pays. L'armée est engagée contre les narcotrafiquants et ceux-ci ciblent désormais les représentants de l’État. Les homicides augmentent de 150 % durant la présidence de Calderón, auxquels il faut ajouter les centaines de milliers de personnes déplacées. Des ONG locales – soutenues par la Fédération internationale des droits de l’homme – ont dénoncé à la Cour pénale internationale des crimes de lèse humanité perpétrés à l’encontre de la population, commis tant par les cartels que par les forces gouvernementales.
Il signe également en 2007 un accord sécuritaire avec les États-Unis, l’Initiative de Mérida, pour l’épauler dans sa stratégie de « guerre contre le narcotrafic ».
Concernant les questions économiques  la dette externe augmente de plus de 90 % sous le mandat de Felipe Calderón et le taux de pauvreté passe de 43 à 46 %.
Son gouvernement est le premier au monde à employer le logiciel espion israélien Pegasus, qui servait à espionner des opposants politiques et des journalistes. Il sera par la suite lui-même espionné par le gouvernement d'Enrique Peña Nieto à l'aide de ce logiciel.

### Après la présidence
Il rejoint le conseil d'administration de la société espagnole Iberdrola (notamment spécialisée dans l’exploitation du gaz), dont il avait favorisé les intérêts lors de sa présidence.
Son épouse, Margarita Ester Zavala Gómez del Campo, s'est déclarée candidate à l'élection présidentielle de 2018 mais a finalement renoncé.
Il vit en Espagne. Il rejoint l’Institut atlantique de gouvernement (IADG), un think tank créé par José Maria Aznar.

### Accusations de liens avec le narcotrafic
En novembre 2018, lors du procès du mafieux mexicain Joaquín Guzmán, il est accusé par l'avocat de ce dernier, tout comme son successeur à la présidence Enrique Peña Nieto, d'avoir reçu lors de son mandat des millions de dollars du cartel de la drogue de Sinaola. Tous les mis en causent nient fermement.
Son mMinistre de la sécurité publique de 2006 à 2012, Genaro Garcia Luna, est jugé en 2020 aux États-Unis pour avoir protégé le cartel de Sinaloa en échange de pots-de-vin s'élevant à plusieurs millions d'euros. Le département américain de la justice estime que « grâce à son appui, l’organisation [de Sinaloa] a maintenu ses activités sans une intervention significative des autorités ». Plusieurs témoins lors du procès, dont l'ancien procureur de l’État de Nayarit, ont accusé Felipe Calderón d'avoir pactisé avec les narcotrafiquants. Le soutien du président Calderón à son ministre avait soulevé de vives polémiques pendant son mandat, les connexions de celui-ci avec le narcotrafic étant largement dénoncé par la presse et les partis d'opposition,. En octobre 2024, Genaro Garcia Luna a finalement été déclaré coupable et condamné à 38 ans de prison pour complicité avec le cartel de Sinaola, faisant de lui  plus haut fonctionnaire mexicain jamais jugé aux États-Unis. Les doutes subsistent quant au rôle réel joué par le président Felipe Calderón.